# بیتسنکوف
بیتسنکوف (انگلیسی: Bytsenkov) یک شهرک در بخش کراسنویاروژسکی استان بلگورود کشور روسیه است.